# Euryptilium
Genre
Euryptilium est un genre de coléoptères de la famille des Ptiliidae. Le genre est présent en Europe et en Russie européenne.

## Liste d'espèces
Selon BioLib (4 mars 2021) :
- Euryptilium gillmeisteri Flach, 1889
- Euryptilium saxonicum (Gillmeister, 1845)

## Publication originale
- Matthews, A. 1872. Trichopterygia illustrata et descripta. London, E.W. Janson.